# Aphrodite's Child
Aphrodite's Child var en grekisk rockgrupp bestående av Demis Roussos (sång, gitarr, bas), Vangelis Papathanassiou (keyboards) och Loukas Sideras (trummor).
Aphrodite's Child bildades 1967 och spelade i början under namnet The Papathanassiou Set, men bytte året därpå namn. De spelade från början ett slags Procol Harum-inspirerad psykedelisk pop och fick hits i Europa med bland annat "Rain and Tears".
Allt eftersom ökade Vangelis vilja att spela en mer experimentell progressiv rock. Övriga medlemmar var inte speciellt entusiastiska, men eftersom Vangelis var bandets låtskrivare och motor hade de inte så stort val. Denna nya inriktning resulterade i dubbelalbumet 666 (inspelat 1970, utgivet 1972 på Vertigo Records), ett progrock-epos med ljudcollage, psykedeliska gitarrer och teatralisk speakerröst, baserat på apokalypsen.
När albumet gavs ut var gruppen redan splittrad. Vangelis etablerade sig därefter som framgångsrik synthpionjär och filmmusikmakare medan Roussos blev smörsångare med stora framgångar under 1970-talet.

## Diskografi
Studioalbum
- 1968 – End of the World
- 1969 – It's Five O'Clock
- 1972 – 666

Samlingsalbum
- 1995 – The Singles
- 1996 – The Complete Collection